# Charles Laver
Charles Lavers (ur. 17 sierpnia 1896 w St Albans, zm. 1979) – kapitan Royal Flying Corps, as myśliwski  No. 1 Squadron RAF i No. 23 Squadron RAF.

## Życiorys
W okresie od września 1915 do maja 1916 roku Charles Lavers służył w West Yorkshire Regiment.
Służbę w Royal Flying Corps rozpoczął we wrześniu 1916 roku. Został przydzielony do No. 23 Squadron RAF jako obserwator. W listopadzie został lekko ranny, a w marcu 1917 roku po przezbrojeniu jednostki w samoloty jednomiejscowe został wysłany do Wielkiej Brytanii w celu uzyskania licencji pilota. 1 czerwca 1917 roku został przydzielony do No. 1 Squadron RAF, dwa tygodni później został lekko ranny, ale nie przerwało to jego służby i 18 czerwca odniósł swoje pierwsze zwycięstwo powietrzne. W okolicach Oostaverne zestrzelił niemiecki samolot Albatros D.V. Było to zwycięstwo odniesione wspólnie z Louisem Fleemingiem Jenkinsem oraz Harrym Reevesem. Drugie zwycięstwo nad niemieckim samolotem tego samego typu osiągnął 7 lipca. Piąte zwycięstwo dające mu tytuł asa myśliwskiego odniósł 17 sierpnia 1917 roku. W listopadzie został przeniesiony do służby w Wielkiej Brytanii (Home Defence). Służył w No. 44 Squadron RAF i w lutym 1918 roku został promowany na stopień kapitana.
W maju 1918 roku rozpoczął ponownie służbę w jednostce frontowej. Powrócił do  No. 1 Squadron RAF, w którym do końca działań wojennych odniósł jeszcze cztery zwycięstwa, wszystkie wspólnie z innymi pilotami jednostki.
Po zakończeniu wojny Lavers pozostał w RAF do 5 lipca 1919 roku. Następnie pracował w rodzinnym przedsiębiorstwie. W 1960 roku został odznaczonym cywilnym Orderem Imperium Brytyjskiego.